# TN 71 (核弾頭)
TN 71はフランスが開発した核弾頭。熱核弾頭であり、前作のTN70核弾頭と同じく、M4潜水艦発射弾道ミサイルのMIRV弾頭として搭載されている。ただし、TN70よりは軽量化され、重量250kg以下と見なされており、搭載ミサイルも改良型のM4Bとなっている。生産数はM4Bミサイルの潜水艦搭載基数48基分（16基の3隻分）に対応し、288発。1996年より後継のTN75核弾頭/M45ミサイルの部隊配備が開始されたことにより退役が始まり、2004年までに配備が終了した。